# Brunaille

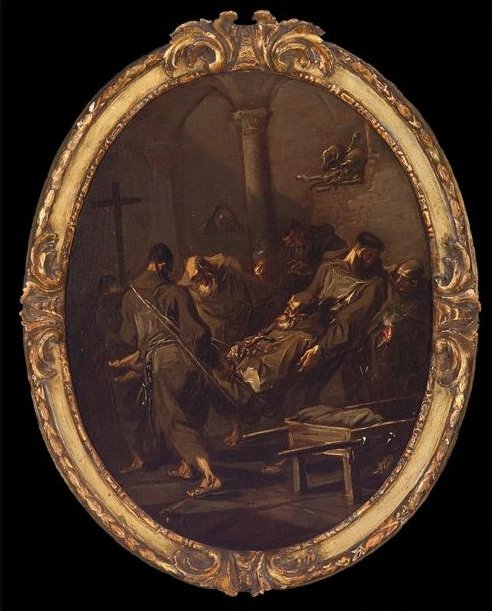
La sepoltura di un frate francescano, olio su tela in brunaille di Alessandro Magnasco, El Paso Museum of Art

Il brunaille è una tecnica di pittura o un dipinto in cui si usano principalmente le tonalità e le sfumature del colore bruno.  Un dipinto di questo genere è detto essere dipinto "en brunaille", dall'omonimo termine francese.
Il brunaille ha le sue origini nelle vetrate del XII secolo fatte per i monasteri cistercensi, che proibirono l'uso del colore nell'arte nel 1134. Tuttavia, fu soltanto nel XVII secolo che il termine francese “brunaille” fu coniato per descrivere la pittura nelle sfumature e tonalità di marrone. I brunaille sono meno comuni dei dipinti in scala di grigio (grisaille), sebbene più comuni di quelli nelle tonalità del verde (verdaille).